# Eberhard Slenczka
Eberhard Slenczka (* 12. Dezember 1942 in Kassel) ist ein deutscher Klassischer Archäologe und Bibliothekar. Von 1987 bis 2007 leitete er die Bibliothek des Germanischen Nationalmuseums in Nürnberg.

## Leben und Wirken
Eberhard Slenczka studierte Klassische Archäologie, Alte Geschichte und Vor- und Frühgeschichte und wurde 1971 an der Universität Heidelberg promoviert. Von 1971 bis 1973 war er wissenschaftlicher Angestellter am Deutschen Archäologischen Institut in Athen, bis 1976 arbeitete er dann als Bibliotheksreferent. Als Bibliotheksreferendar an der Staatsbibliothek zu Berlin trat er 1976 in die Ausbildung für den höheren Bibliotheksdienst ein und legte die Fachprüfung hierfür 1978 an der Bibliotheksschule Frankfurt/M. ab. Bis 1987 arbeitete er als wissenschaftlicher Bibliothekar an der Württembergischen Landesbibliothek. 1987 übernahm er als Bibliotheksdirektor die Leitung der Bibliothek des Germanischen Nationalmuseums, die er bis 2007 innehatte. 

## Veröffentlichungen
- Figürlich bemalte mykenische Keramik aus Tiryns (= Tiryns. Forschungen und Berichte. Bd. 7). Zabern, Mainz 1974 (Dissertation Universität Heidelberg).
- Die Bibliothek des Germanischen Nationalmuseums in Nürnberg. In: Bibliotheksforum Bayern. Bd. 16, 1988, S. 146–153.
- Bestandszuwachs der Bibliothek durch Stiftungen. In: G. Ulrich Großmann (Hrsg.): Mäzene, Schenker, Stifter. Das Germanische Nationalmuseum und seine Sammlungen (= Kulturgeschichtliche Spaziergänge im Germanischen Nationalmuseum. Bd. 5). Nürnberg 2002, ISBN 3-926982-87-X, S. 77–86.
- Die Weltchronik des Hartmann Schedel aus Nürnberg. In: Hermann Maué (Hrsg.): Quasi centrum Europae. Europa kauft in Nürnberg 1400–1800. Germanisches Nationalmuseum, Nürnberg, 20. Juni bis 6. Oktober 2002 [Ausstellungskatalog]. Nürnberg 2002, ISBN 3-926982-88-8, S. 285–303.
- Bücher sind zum Lesen da. Die Sicht eines Bibliothekars. In: Arnulf von Ulmann (Hrsg.): Anti-Aging für die Kunst. Restaurieren – Umgang mit den Spuren der Zeit; ein Lesebuch anlässlich der Ausstellung vom 1. April – 1. August 2004 im Germanischen Nationalmuseum (= Kulturgeschichtliche Spaziergänge im Germanischen Nationalmuseum. Bd. 6). Nürnberg 2004, ISBN 3-936688-01-X, S. 57–61.
- Nachtrag zu Barbara Hellwig: Katalog der illuminierten Handschriften. Bd. 2. Nürnberg 2007, S. 390–407.
- „Fabelhafte Thiere“ in illustrierten Drucken und Handschriften. In: Christine Kupper (Hrsg.): Vom Ansehen der Tiere (= Kulturgeschichtliche Spaziergänge im Germanischen Nationalmuseum. Bd. 11). Nürnberg 2009, ISBN 978-3-936688-38-2, S. 82–95.